# 阿里亚赫
阿里亚赫是奥地利克恩顿州菲拉赫兰县的一个市镇。总面积70.82平方公里，总人口1443人，人口密度20.4人/平方公里（2011年）。